# جيغوز شكيت
جيغوز شكيت (بالبولندية: Grzegorz Skrzecz)‏ (مواليد 25 أغسطس 1957) هو ملاكم بولندي، مثّل بلاده في الألعاب الأولمبية الصيفية 1980.

## روابط خارجية
- جيغوز شكيت على موقع IMDb (الإنجليزية)
- جيغوز شكيت على موقع أوليمبيديا (الإنجليزية)